# جلان بالارد
جلان بالارد (بالإنجليزية: Glen Ballard)‏ هو كاتب أغاني ومنتج أسطوانات وشاعر أمريكي، ولد في 1 مايو 1953 في ناتشيز في الولايات المتحدة.

## وصلات خارجية
- جلان بالارد على موقع IMDb (الإنجليزية)
- جلان بالارد على موقع ميوزك برينز (الإنجليزية)
- جلان بالارد على موقع قاعدة بيانات برودواي على الإنترنت (الإنجليزية)
- جلان بالارد على موقع أول ميوزيك (الإنجليزية)
- جلان بالارد على موقع ديسكوغز (الإنجليزية)
- جلان بالارد على موقع قاعدة بيانات الفيلم (الإنجليزية)